# Calophasia olbiena
Calophasia olbiena là một loài bướm đêm trong họ Noctuidae.